# Leopold Ružička
Lavoslav (Leopold) Ružička (sinh ngày 13 tháng 9 năm 1887 - mất ngày 26 tháng 9 năm 1976) là nhà hóa học người Thụy Sĩ gốc Croatia. Ông đoạt Giải Nobel Hóa học năm 1939 cung với Adolf Butenandt nhờ những nghiên cứu về steroid giới tính, polymethylene và terpene bậc cao. Với điều này, ông trở thành nhà hóa học đầu tiên gốc Croatia nhận giải thưởng nổi tiếng của thế giới.